# Verenigde Staten v. McBratney
De zaak Verenigde Staten t. McBratney, 104 U.S. 621 (1881), was een zaak voor het Hooggerechtshof van de Verenigde Staten waarin het Hof oordeelde dat de Amerikaanse federale rechtbanken geen rechtsmacht hadden om een blanke man te veroordelen die een andere blanke man had vermoord in een indianenterritorium in de staat Colorado omdat er ten tijde van de toetreding van de staat Colorado bij de Verenigde Staten er geen voorbehoud van federale rechtsmacht is gemaakt over de indianenterritoria in die staat.

## Feiten
Een zekere McBratney werd veroordeeld voor de moord op Thomas Casey in het Ute-indianenterritorium in Colorado. Hij ging in beroep tegen zijn veroordeling met het argument dat de Amerikaanse federale rechtbanken geen rechtsmacht hadden om een blanke man te veroordelen die een andere blanke man had vermoord in een indianenterritorium. In graad van beroep konden de beroepsrechters niet tot een oordeel komen, waarna de zaak werd doorgeschoven naar het Hooggerechtshof van de Verenigde Staten, het hoogste rechtscollege in de Amerikaanse rechtsorde.

## Oordeel van het Hof
Rechter Horace Gray was de opsteller van het arrest van het Hof, dat unaniem werd bijgetreden door de overige rechters. Gray voerde aan dat hoewel het verdrag tussen de Ute en de Verenigde Staten voorzag in federale rechtsmacht, het Congres niet expliciet federale rechtsmacht over indianenreservaten heeft voorzien in de wet die van Colorado officieel een nieuwe Amerikaanse staat maakte. Gray argumenteerde dat zulks in het verleden wel was gebeurd, zoals bijvoorbeeld bij de toetreding van de staat Kansas. Hierdoor zouden federale rechtbanken nog wel rechtsmacht hebben voor misdaden van indianen tegen blanken of omgekeerd, maar dat de rechtsmacht voor misdrijven tussen twee blanke personen de statelijke rechtbanken rechtsmacht hebben en niet het de federale rechtbanken.